# Mezzana Rabattone
Mezzana Rabattone är en ort och kommun i provinsen Pavia i regionen Lombardiet i Italien. Kommunen hade 479 invånare (2018).